# Вибори до Бундестагу 2017
Вибори до Бундестагу (2017) — парламентські вибори в Німеччині, що проходили 24 вересня 2017 року. На них обирали 709 членів 19-го федерального парламенту Німеччини. Новий Бундестаг досить довго обирав канцлера абсолютною більшістю своїх членів, яка, зі свого боку, сформувала новий уряд. Найбільше голосів набрав блок партій ХДС/ХСС.
Християнсько-демократичний Союз/Християнсько-соціальний Союз (ХДС/ХСС), очолюваний Ангелою Меркель, зберігав двозначний відрив від Соціал-демократичної партії (СДПН) в опитуваннях громадської думки після виборів 2013 року, крім періоду на початку 2017 року після обрання Мартіна Шульца лідером СДПН.

## Підготовка до виборів
На попередніх федеральних виборах, 2013 року, нинішньому уряду — у складі Християнсько-демократичного Союзу (ХДС), Християнсько-соціального Союзу (ХСС) та Вільної Демократичної партії (ВДП) — не вдалося домогтися більшості місць у парламенті. ВДП не вдалося отримати понад 5 % голосів, позбавивши партію місць у Бундестазі вперше у своїй історії. На відміну від них, ХДС/ХСС отримали найкращий результат з 1990 року, маючи майже 42 % голосів і трохи менше 50 % місць. ХДС/ХСС успішно провели переговори із соціал-демократами (СДПН), щоб сформувати велику коаліцію втретє..
У березні 2017 року СДПН вибрала Мартіна Шульца, експрезидента Європейського парламенту, своїм лідером і кандидатом на посаду Федерального канцлера.
Підтримка СДПН спочатку зросла, але ХДС з тих пір відновив свою позицію, коли опитування громадської думки, зазвичай, демонструють 13-16 % відрив від СДПН. У травні 2017 року СДПН втратила контроль над основною землею Північний Рейн-Вестфалія на державних виборах.

## Дата виборів
Німецьке законодавство вимагає, щоб новий Бундестаг обирався в неділю або на загальнонародне свято, впродовж 46-48 місяців після останнього першого засідання Бундестагу (Основний Закон, стаття 39 частина 1).
У січні 2017 року тодішній Президент Йоахім Гаук призначив вибори на 24 вересня 2017 року.
Після виборів 19-й Бундестаг провів своє перше засідання протягом 30 днів. До цього першого засідання члени 18-го Бундестагу залишалися на посаді (Основний Закон, стаття 39 частина 1 і 2).

## Виборча система
У Німеччині застосовується пропорційна система виборів, система пропорційного представництва в поєднанні з результатами першого дня голосування. 
Бундестаг має 598 номінальних членів, обраних на чотирирічний термін; ці місця розподіляються між шістнадцятьма німецькими державами пропорційно населенню штатів, які мають право голосу.
Кожен виборець має два голоси: перше і друге голосування. 299 членів парламенту обираються в одномандатних виборчих округах на першому місці за результатами голосування на основі перших голосів. Другі голоси використовуються для отримання загального пропорційного результату в землях, а потім у Бундестазі. Місця розміщуються за методом Сент-Лаґе. Якщо партія отримає менше місць у виборчих дільницях по всій державі, ніж має право, вона отримує додаткові місця з відповідного державного списку. Сторони можуть створювати списки в кожній окремій федеральній землі за певних умов, наприклад, певну кількість підписів на свою підтримку. Партії можуть одержувати другий голос тільки в тих землях, у яких вони успішно подали державний список.
Якщо партія, перемігши в одномандатних виборчих округах в одній землі, отримує більше місць, ніж вона матиме право під час свого повторного голосування частка в цій землі (так звані «висячі» місця), інші партії отримують компенсаційні місця. Через це бундестаг зазвичай налічує понад 598 членів. Наприклад, 18-й і нинішній Бундестаг починався з 631 місця: 598 регулярних та 33 так званих «висячих» місць, як компенсація.
Проте для того, щоб претендувати на місця за підсумками другої частки голосування, партія повинна або виграти три одномандатних виборчі округи, або перевищити поріг у 5 % під час другого голосування у всій країні. Якщо партія виграє лише один або два одномандатних виборчих округи і не може отримати щонайменше 5 % від другого голосування, вона зберігає ці місця, але інші партії, що виконали одну з двох зазначених умов, отримують компенсаційні місця (останнє сталося 2002 року, коли Партія демократичного соціалізму виграла лише 4,0 % голосів від других голосів у всій країні, але зуміла виграти у двох виборчих округах у землі Берлін). Те ж саме відбувається, якщо незалежний кандидат перемагає в одномандатному виборчому окрузі (чого не було з 1949 року).
Якщо виборець віддав перший голос за незалежного кандидата або кандидата, чия партія не змогла кваліфікуватися для пропорційної системи, друге голосування не враховується для визначення пропорційного представництва. Однак це має значення для визначення, чи обрана партія перевищила 5%-поріг.
Партії, що представляють визнані національні меншини (нині данці, фризи, серболужичани та цигани) звільняються від 5%-порога, але, як правило, беруть участь лише в державних виборах.

## Партії та їх лідери
Загалом 38 партіям вдалося взяти участь у виборах принаймні в одній федеральній землі. Отже, вони могли (теоретично) здобути пропорційне представництво в Бундестазі. Крім того, існує декілька незалежних кандидатів, які балотуються в одномандатних виборчих округах.
Основними партіями, які могли подолати 5%-поріг других голосів або перемогти в одномандатних виборчих округах (перші голоси) були:
| Партія                                | Ідеологія                                                     | Політична позиція          | Головний кандидат(и)                                                                        |
| ------------------------------------- | ------------------------------------------------------------- | -------------------------- | ------------------------------------------------------------------------------------------- |
| Християнсько-демократичний Союз (ХДС) | Християнська демократія, ліберальний консерватизм             | Правоцентризм              | Ангела Меркель (канцлер і кандидат на канцлера)                                             |
| Соціал-демократична партія (СДПН)     | Соціал-демократія                                             | Лівоцентризм               | Мартін Шульц (кандидат на канцлера)                                                         |
| Ліві                                  | Демократичний соціалізм, ліве крило народництва               | Від лівих до крайніх лівих | Дітмар Барч, Сара Вагенкнехт                                                                |
| Союз 90/Зелені                        | Зелена політика                                               | Лівоцентризм               | Джем Оздемір, Катрін Герінг-Еккардт                                                         |
| Християнсько-соціальний Союз (ХСС)    | Баварський регіоналізм, християнська демократія, консерватизм | Центр-право                | Йоахім Херрманн, але й підтримка Ангела Меркель як кандидата на канцлера в союзі ХДС та ХСС |
| Вільна Демократична партія (ВДП)      | Лібералізм, класичний лібералізм                              | Центризм та правоцентризм  | Крістіан Лінднер                                                                            |
| «Альтернатива для Німеччини» (АФД)    | Німецький націоналізм, правий популізм, євроскептицизм        | Від правих до вкрай правих | Александр Гауланд, Аліс Вайдель                                                             |

За традицією, Християнсько-демократичний Союз Німеччини (ХДС) і Християнсько-соціальний Союз у Баварії (ХСС), які називають один одного сестринськими партіями, не конкурують один із одним. ХСС подав лише список у Баварії, а ХДС подав списки в інших п'ятнадцяти землях. Це дозволяє їм об'єднатися в одну депутатську групу після виборів як ХДС/ХСС, як вони зазвичай робили в минулому, і що вони зробили знову після цих виборів.
ХДС/ХСС виграла найбільше місць на виборах, їхнього головного кандидата оголосили канцлером. 

## Опитування громадської думки
Опитування громадської думки проводиться з вересня 2013 року (останніх федеральних виборів) до поточної дати. Кожна кольорова лінія визначає політичну партію.

## Хід виборів
Голосування в Німеччині розпочалось о 8 годині ранку (9 година — за київським часом) у неділю 24 вересня 2017 року. Близько 73 500 виборчих дільниць працювали до 18:00 за місцевим часом. Голосувати на виборах мали право 61,5 мільйона громадян Німеччини.
Ближче до обіду німецькі виборці в низці міст ФРН демонстрували вищу явку на виборах, ніж під час голосування 2013 року. Так, у Гамбурзі до 11 години ранку проголосували понад 37 відсотків виборців (2013 року явка станом на цю годину становила понад 35 %). У Мюнхені явка станом на 12 годину становила понад 57 %, хоча на попередніх виборах було понад 44 %). У Бремені — явка перевищила 27 %виборців (2013 року — приблизно 25 %).
Водночас, у Тюрингії явка знизилася з 31 відсотка до 24,5 %.
Відтак, і загалом у країні, станом на 14 годину за місцевим часом явка на виборах до Бундестагу становила 41,1 відсотка проти 41,4 % на попередніх виборах.

## Результати виборів

### Підрахунки соціологів
За прогнозами соціологів, які вони оприлюднили відразу ж після закінчення голосування ввечері 24 вересня 2017 року, на виборах впевнено переміг блок партій ХДС/ХСС, на другому місці — соціал-демократи, які показали найгірший результат за повоєнну історію Німеччини. Третє місце посіла правопопулістська «Альтернатива для Німеччини». Також до парламенту ввійшли Вільна демократична партія, «Союз 90/Зелені» та Ліві.
Явка на виборах становила близько 75 відсотків, це більше, ніж було на виборах 2013 року — 71,5 %.

### Підрахунок голосів

Склад Німецького Бундестагу за результатами виборів
Ліві: 69 місць
СДПН: 153 місця
Зелені: 67 місць
Вільна демократична партія: 80 місць
ХДС: 200 місць
ХСС: 46 місць
Альтернатива для Німеччини: 94 місця

ХДС/ХСС та СДПН залишилися двома найбільшими партіями у Бундестазі, але обидві отримали значно нижчу кількість голосів, ніж на виборах 2013 року. Соціал-демократична партія показала найгірший результат у своїй історії та оголосила про відхід в опозицію. Крім того, Вільна демократична партія та Альтернатива для Німеччини отримали достатню кількість голосів, щоб стати парламентськими партіями. Це були перші федеральні вибори, в яких партія Альтернатива для Німеччини отримала достатню кількість голосів, щоб бути представленими в Бундестазі.
| Партія | Партія                                       | Виборчий округ | Виборчий округ | Виборчий округ | Партійний список | Партійний список | Партійний список | Загальна кількість місць | +/–  |
| Партія | Партія                                       | Голоси         | %              | Місця          | Голоси           | %                | Місця            | Загальна кількість місць | +/–  |
| --- | -------------------------------------------- | -------------- | -------------- | -------------- | ---------------- | ---------------- | ---------------- | ------------------------ | ---- |
| | Християнсько-демократичний союз (ХДС)        | 14,027,804     | 30.2           | 185            | 12,445,832       | 26.8             | 15               | 200                      | –55  |
| | Соціал-демократична партія Німеччини (СДПН)  | 11,426,613     | 24.6           | 59             | 9,538,367        | 20.5             | 94               | 153                      | –40  |
| | Альтернатива для Німеччини (АдН)             | 5,316,095      | 11.5           | 3              | 5,877,094        | 12.6             | 91               | 94                       | +94  |
| | Вільна демократична партія (ВДП)             | 3,248,745      | 7.0            | 0              | 4,997,178        | 10.7             | 80               | 80                       | +80  |
| | Ліві                                         | 3,966,035      | 8.6            | 5              | 4,296,762        | 9.2              | 64               | 69                       | +5   |
| | Союз 90/Зелені (Зелені)                      | 3,717,436      | 8.0            | 1              | 4,157,564        | 8.9              | 66               | 67                       | +4   |
| | Християнсько-соціальний союз (ХСС)           | 3,255,604      | 7.0            | 46             | 2,869,744        | 6.2              | 0                | 46                       | –10  |
| |                                              |                |                |                |                  |                  |                  |                          |      |
| | Wählergruppe                                 | 589,116        | 1.3            | 0              | 463,052          | 1.0              | 0                | 0                        | 0    |
| | Екологічна демократична партія               | 166,132        | 0.4            | 0              | 144,772          | 0.3              | 0                | 0                        | 0    |
| | Die PARTEI                                   | 245,415        | 0.5            | 0              | 452,922          | 1.0              | 0                | 0                        | 0    |
| | Партія Баварії                               | 62,556         | 0.1            | 0              | 57,952           | 0.1              | 0                | 0                        | 0    |
| | Партія піратів Німеччини                     | 93,173         | 0.2            | 0              | 173,867          | 0.4              | 0                | 0                        | 0    |
| | Національно-демократична партія              | 45,239         | 0.1            | 0              | 176,715          | 0.4              | 0                | 0                        | 0    |
| | Марксистсько-ленінська партія                | 35,835         | 0.1            | 0              | 29,928           | 0.1              | 0                | 0                        | 0    |
| | Захист людей тварин                          | 22,887         | 0.0            | 0              | 373,278          | 0.8              | 0                | 0                        | 0    |
| | Громадянський рух "Солідарність"             | 15,993         | 0.0            | 0              | 6,735            | 0.0              | 0                | 0                        | 0    |
| | Альянс з охорони тварин                      | 6,108          | 0.0            | 0              | 32,218           | 0.1              | 0                | 0                        | Нова |
| | Німецька комуністична партія                 | 7,514          | 0.0            | 0              | 11,713           | 0.0              | 0                | 0                        | Нова |
| | Фіалки — для духовної політики               | 2,187          | 0.0            | 0              | –                | –                | –                | 0                        | 0    |
| | Альянс C                                     | 1,715          | 0.0            | 0              | –                | –                | –                | 0                        | Нова |
| | Нові ліберали                                | 877            | 0.0            | 0              | –                | –                | –                | 0                        | Нова |
| | Право                                        | 1,166          | 0.0            | 0              | 2,070            | 0.0              | 0                | 0                        | Нова |
| | Блок                                         | 373            | 0.0            | 0              | –                | –                | –                | 0                        | Нова |
| | V-Party                                      | 1,204          | 0.0            | 0              | 64,130           | 0.1              | 0                | 0                        | Нова |
| | Дослідження в галузі охорони здоров'я        | 1,524          | 0.0            | 0              | 23,597           | 0.1              | 0                | 0                        | Нова |
| | Альянс для Німеччини                         |                |                | 0              | 5,144            | 0.0              | 0                | 0                        | 0    |
| | Людський світ                                | 2,144          | 0.0            | 0              | 11,653           | 0.0              | 0                | 0                        | Нова |
| | Партія Соціалістичної рівності               | 903            | 0.0            | 0              | 1,346            | 0.0              | 0                | 0                        | 0    |
| | B*                                           | 672            | 0.0            | 0              | 932              | 0.0              | 0                | 0                        | Нова |
| | Сірий                                        | 4,311          | 0.0            | 0              | 9,874            | 0.0              | 0                | 0                        | Нова |
| | du.                                          | 767            | 0.0            | 0              | 3,018            | 0.0              | 0                | 0                        | Нова |
| | MG                                           | 2,568          | 0.0            | 0              | 5,606            | 0.0              | 0                | 0                        | Нова |
| | Сімейна партія                               | 505            | 0.0            | 0              | –                | –                | –                | 0                        | 0    |
| | Жінки                                        | 431            | 0.0            | 0              | –                | –                | –                | 0                        | Нова |
| | Партія орендарів                             | 1,322          | 0.0            | 0              | –                | –                | –                | 0                        | Нова |
| | BGE                                          | –              | –              | –              | 97,386           | 0.2              | 0                | 0                        | Нова |
| | DM                                           | –              | –              | –              | 63,133           | 0.1              | 0                | 0                        | Нова |
| | DiB                                          | –              | –              | –              | 60,826           | 0.1              | 0                | 0                        | Нова |
| | AD-ДЕМОКРАТІЯ                                | –              | –              | –              | 41,178           | 0.1              | 0                | 0                        | Нова |
| | Гуманісти                                    | –              | –              | –              | 5,989            | 0.0              | 0                | 0                        | Нова |
| | Інші                                         | 100,657        | 0.2            | 0              | –                | –                | –                | 0                        | –    |
| | Independents                                 | 2,455          | 0.0            | 0              | –                | –                | –                | 0                        | 0    |
| Недійсні / порожні голоси                                                                                       | Недійсні / порожні голоси                    | 593,161        | –              | –              | 466,942          | –                | –                | –                        | –    |
| РАЗОМ | РАЗОМ                                        | 46,973,799     | 100            | 299            |                  | 100              | 410              | 709                      | +78  |
| Зареєстровані виборці / участь у голосуванні                                                                    | Зареєстровані виборці / участь у голосуванні | 61,675,529     | 76.2           | –              |                  |                  | –                | –                        | –    |
| Джерело: Bundeswahleiter [Архівовано 5 квітня 2018 у Wayback Machine.] (інформація 299 із 299 виборчих округів) |                                              |                |                |                |                  |                  |                  |                          |      |

## Формування коаліції

### 2017
У ніч проти 20 листопада 2017 року з переговорів зі створення нової урядової коаліції вийшла «Вільна демократична партія»
Як заявила Ангела Меркель, представники союзу ХДС/ХСС сподівалися, що учасники переговорів йдуть «одним шляхом» і можуть досягти згоди.
|  | «Я, як виконувачка обов'язків канцлера, зроблю все, щоб у ці непрості тижні країна залишалася під правильним керівництвом», |

 — додала з цього приводу Ангела Меркель.
Зі свого боку, голова Вільної демократичної партії Крістіан Лінднер заявив, що «Краще не керувати країною, ніж керувати неправильно».
Тодішній глава ХСС Горст Зеегофер назвав провал коаліційних переговорів «тягарем» для Німеччини. Загальна домовленість перебувала вже «на відстані витягнутої руки», додав політик.
За словами президента Німеччини Франка-Вальтера Штайнмаєра, безрезультатні перемовини щодо формування коаліції були безпрецедентними для країни: «В історії Німеччини за 70 років такої ситуації не було…», відзначивши, що формування уряду завжди було важким процесом, втім, «одним із найголовніших завдань, яке поставили виборці…».

### 2018
У неділю 7 січня стартували попередні переговори про формування нової «великої» коаліції у Німеччині. За інформацією Deutsche Welle, попередні консультації мали тривати п'ять днів до четверга 11 січня 2018 року.
На думку Ангели Меркель, коаліційна робота мала йти дуже швидко, дуже інтенсивно, завдяки врахуванню помилок, допущених під час невдалої коаліціади в жовтні-грудні 2017 року.
7 лютого 2018 року, після тривалих переговорів, німецькі консерватори на чолі з Меркель узгодили з керівництвом соціал-демократів договір про формування нової урядової коаліції. Але лідери СДПН висунули умову: ця угода може бути підписана лише в тому випадку, якщо її схвалять члени партії — майже 460 тисяч людей. Голосування поштою розпочалось 20 лютого й тривало до 4 березня.
Члени Соціал-демократичної партії Німеччини (СДПН) під час голосування поштою 4 березня 2018 року висловилися за створення «великої коаліції» із блоком канцлерки Анґели Меркель ХДС/ХСС. «За» створення «великої коаліції» проголосували 66,02 відсотка членів партії, «проти» — 33,98 відсотка. Це рішення відкрило дорогу до створення нового уряду в ФРН.

### Анонс майбутніх виборів у квітні 2018 року
Про можливість проведення повторних парламентських виборів у Німеччині близько Великодня 2018 року заявив депутат партії Зелених, член команди переговорів про коаліцію Юрген Тріттін: «Зрештою, перевиборів можна очікувати в районі Великодня», — сказав він.